# Cá phèn hai sọc
Cá phèn hai sọc (Danh pháp khoa học: Upeneus sulphureu) là một loài cá biển trong họ cá phèn Mullidae thuộc bộ cá vược Perciformes, phân bố ở vùng Ấn Độ Dương, Indonesia, Phillippin, Châu Đại dương, Nhật Bản, Trung Quốc, Việt Nam. Đây là loài cá có giá trị kinh tế, mùa vụ khai thác quanh năm, sản phẩm cá là tươi sống, đông lạnh. Tên thường gọi tiếng Việt: Cá phèn hai sọc, Cá phèn. Tên thường gọi tiếng Anh: Goatfish Yellow goatfish, Sulphur goatfish, Sunrise Goatfish, Goatfish. Tên gọi tiếng Nhật Kohaku-himeji. 

## Đặc điểm
Thân dài, tương đối cao, dẹp bên. Kích cỡ khai thác 120–150 mm, có thể đạt 230 mm. Đầu có màu hồng. Lưng màu xanh ô liu hoặc xanh xám. Đầu lớn vừa, dẹp bên. Mắt nằm ở phía trên trục thân. Cằm có hai râu ngắn, mảnh. Viền sau nắp mang trơn. Răng mọc thành đai trên hai hàm. Râu và màng nắp mang màu trắng.
Có hai vây lưng, giữa vây lưng thứ nhất và vây lưng thứ hai có năm hàng vảy. Điểm cuối của vây lưng thứ hai cách gốc vây đuôi 12 hàng vảy. Vây bụng ngắn. Bên thân có 2 sọc màu vàng lớn, chạy dọc thân, sọc thứ nhất chạy từ sau mắt đến cuống đuôi, sọc thứ hai chạy từ gốc vây ngực đến gốc vây đuôi. Hai vây lưng màu trắng, với ba sọc màu đen hoặc màu xám. Mép sau vây màu xanh xám.